# پرزیدیوم بیست و دومین کنگره حزب کمونیست اتحاد جماهیر شوروی
پرزیدیوم بیست‌ودومین کنگره حزب کمونیست اتحاد جماهیر شوروی از ۱۹۶۱ تا ۱۹۶۶ تشکیل شد. نیکیتا خروشچف دبیر اول حزب کمونیست شوروی از ۱۹۶۱ تا ۱۹۶۴ ریاست پرزیدیوم را برعهده داشت. لئونید برژنف در آن سال جایگزین او شد و تا ۱۹۶۶ منصب را در انحصار گرفت. برخلاف اعضای اصلی، اعضای نامزد پرزیدیوم نمی‌توانستند در جلسات پرزیدیوم رأی دهند. امری طبیعی بود که یکی از اعضای اصلی پرزیدیوم پیش‌تر به‌عنوان یکی از اعضای نامزد حضور داشته‌باشد، اما همیشه این‌طور نبود. در طول دوره ۲۳ نفر در پرزیدیوم کرسی داشتند که شامل ۱۴ عضو اصلی و ۹ عضو نامزد بود. همین‌طور یکی از اعضای نامزد به‌عضویت اصلی پرزیدیوم در طول دوره ارتقاء یافت. گفتنیست در این مدت حتی یک عضو پرزیدیوم در عین حفظ سمت خود فوت نکرد.
کمیته مرکزی حزب کمونیست اتحاد جماهیر شوروی سوسیالیستی، به‌گفته شوروی‌شناسان مرل فاینسود و جری اف. هاف، به‌اتفاق آرا در بیست‌ودومین کنگره حزب (۱۷ تا ۳۱ اکتبر ۱۹۶۱) انتخاب شد. کمیته مرکزی بیست‌ودوم نیز با اخذ رأی اعضای پلیتبورو را برگزید. برژنف رئیس پرزیدیوم شورای عالی اتحاد جماهیر شوروی، به‌عنوان جایگزینی برای کوزلف در منصب دبیر دوم در نظر گرفته‌می‌شد، اما در عوض دبیر سوم که دبیرمسئول صنایع بود، شد. در ۱۹۶۳ به‌دلایل نامعلوم، احتمالاً دلایل مربوط به سلامتی، برژنف وظایف کوزلف را در دبیرخانه برعهده گرفت و عملاً دبیر دوم شد. همچنین هنگامی که یک روزنامه‌نگار غربی در ۱۹۶۳ از خروشچف پرسید که چه کسی جانشین او خواهد شد، به‌صراحت پاسخ داد «برژنف». پس از یک جنگ طولانی برسر قدرت، خروشچف از قدرت برکنار شد و رهبری جمعی به‌ریاست برژنف، کاسیگین، پادگورنی، میخائیل سوسلف و آندره کیریلنکو سازماندهی گشت.
در ماه‌های پس از برکناری خروشچف، الکساندر شلپین رئیس کمیسیون کنترل دولتی. پترو شلست دبیر اول حزب کمونیست اوکراین و کریل مازورف معاون اول رئیس شورای وزیران، به‌عضویت در پرزیدیوم انتخاب شدند. در حالی‌که برژنف قادر بود دبیرکل بوده‌باشد، اما اکثریت پرزیدیوم را در اختیار نداشت؛ همین‌طور هنگامی که کاسیگین و پادگورنی بر سر سیاستی به توافق رسیدند که غالباً چنین نبود، برژنف در اقلیت افتاد. برژنف فقط می‌توانست روی ۳ تا ۴ رأی پرزیدیوم حساب کند: سوسلف که غالباً طرف را عوض می‌کرد، کیریلنکو، پلشه و دمیتری پولیانسکی. برژنف و کاسیگین اغلب بر سر سیاست اختلاف نظر داشتند؛ برژنف محافظه‌کار بود در حالی‌که کاسیگین اصلاح‌طلبی متواضع بوده‌است. کاسیگین که نخست‌وزیری خود را برابر با برژنف آغاز کرده‌بود، هنگامی که اصلاحات اقتصادی شوروی ۱۹۶۵–۱۹۷۱ را مطرح کرد، قدرت و نفوذ زیادی را در پرزیدیوم از دست داد.

## ترکیب‌بندی

### اعضاء
| نام              | سیریلیک           | ۲۰ئمین پرزیدیوم | ۲۳ئمین پلیتبورو | تولد | مرگ  | پ‌ب‌ح  | قومیت    | منبع          |
| ---------------- | ----------------- | --------------- | --------------- | ---- | ---- | ---- | -------- | ------------- |
| لئونید برژنف     | Леонид Брежнев    | کهنه‌کار         | بازانتخاب       | ۱۹۰۶ | ۱۹۸۲ | ۱۹۳۱ | روسی     | [ ۱۴ ] [ ۱۵ ] |
| نیکیتا خروشچف    | Никита Хрущёв     | کهنه‌کار         | برکنار          | ۱۸۹۴ | ۱۹۷۱ | ۱۹۱۸ | روسی     | [ ۱۶ ] [ ۱۷ ] |
| آندره کیریلنکو   | Андре́й Кириле́нко  | میان‌دوره        | بازانتخاب       | ۱۹۰۶ | ۱۹۹۰ | ۱۹۳۱ | اوکراینی | [ ۱۸ ] [ ۱۹ ] |
| آلکسی کاسیگین    | Алексей Косыгин   | کهنه‌کار         | بازانتخاب       | ۱۹۰۴ | ۱۹۸۰ | ۱۹۲۷ | روسی     | [ ۲۰ ] [ ۲۱ ] |
| فرول کوزلف       | Фрол Козлов       | کهنه‌کار         | برکنار          | ۱۹۰۸ | ۱۹۶۵ | ۱۹۲۶ | روسی     | [ ۲۲ ] [ ۲۳ ] |
| اتو کوسینن       | Отто Куусинен     | کهنه‌کار         | درگذشته         | ۱۸۸۱ | ۱۹۶۴ | ۱۹۰۴ | فنلاندی  | [ ۲۴ ] [ ۲۵ ] |
| کریل مازورف      | Кири́лл Ма́зуров    | ارتقاء          | بازانتخاب       | ۱۹۱۴ | ۱۹۸۹ | ۱۹۴۰ | بلاروسی  | [ ۲۶ ] [ ۲۷ ] |
| آناستاس میکویان  | Анастас Микоян    | کهنه‌کار         | بدون‌رأی         | ۱۸۹۵ | ۱۹۷۸ | ۱۹۱۵ | ارمنی    | [ ۲۸ ] [ ۲۹ ] |
| نیکلای پادگورنی  | Никола́й Подго́рный | کهنه‌کار         | بازانتخاب       | ۱۹۰۳ | ۱۹۸۳ | ۱۹۳۰ | اوکراینی | [ ۳۰ ] [ ۳۱ ] |
| دمیتری پولیانسکی | Дми́трий Поля́нский | کهنه‌کار         | بازانتخاب       | ۱۹۱۷ | ۲۰۰۱ | ۱۹۳۹ | اوکراینی | [ ۳۲ ] [ ۳۳ ] |
| الکساندر شلپین   | Алекса́ндр Шеле́пин | میان‌دوره        | بازانتخاب       | ۱۹۱۸ | ۱۹۹۴ | ۱۹۴۰ | روسی     | [ ۳۴ ] [ ۳۵ ] |
| پترو شلست        | Петро Шелест      | ارتقاء          | بازانتخاب       | ۱۹۰۸ | ۱۹۹۶ | ۱۹۲۸ | اوکراینی | [ ۳۶ ] [ ۳۷ ] |
| نیکولای شورنیک   | Никола́й Шве́рник   | کهنه‌کار         | بدون‌رأی         | ۱۸۸۸ | ۱۹۷۰ | ۱۹۰۵ | روسی     | [ ۳۸ ] [ ۳۹ ] |
| میخائیل سوسلف    | Михаил Суслов     | کهنه‌کار         | بازانتخاب       | ۱۹۰۲ | ۱۹۸۲ | ۱۹۲۱ | روسی     | [ ۴۰ ] [ ۴۱ ] |
| گنادی ورونف      | Геннадий Воронов  | کاندید          | بازانتخاب       | ۱۹۱۰ | ۱۹۹۴ | ۱۹۳۱ | روسی     | [ ۴۲ ] [ ۴۳ ] |

### کاندیدها
| نام                | سیریلیک            | ۲۰ئمین پرزیدیوم | ۲۳ئمین پلیتبورو | تولد | مرگ  | پ‌ب‌ح  | قومیت    | منبع          |
| ------------------ | ------------------ | --------------- | --------------- | ---- | ---- | ---- | -------- | ------------- |
| پیوتر دمیچف        | Пётр Де́мичев       | میان‌دوره        | کاندید          | ۱۹۱۸ | ۲۰۱۰ | ۱۹۳۹ | روسی     | [ ۴۴ ] [ ۴۵ ] |
| ویکتور گریشین      | Ви́ктор Гри́шин      | کاندید          | کاندید          | ۱۹۱۴ | ۱۹۹۲ | ۱۹۳۹ | روسی     | [ ۴۶ ] [ ۴۷ ] |
| کریل مازورف        | Кири́лл Ма́зуров     | کاندید          | ارتقاء          | ۱۹۱۴ | ۱۹۸۹ | ۱۹۴۰ | بلاروسی  | [ ۴۸ ] [ ۴۹ ] |
| واسیل مژوانادزه    | Василий Мжаванадзе | کاندید          | کاندید          | ۱۹۰۲ | ۱۹۸۸ | ۱۹۲۷ | گرجی     | [ ۵۰ ] [ ۵۱ ] |
| شرف رشیدف          | Шараф Рашидов      | جدید            | کاندید          | ۱۹۱۷ | ۱۹۸۳ | ۱۹۳۹ | ازبک     | [ ۵۲ ] [ ۵۳ ] |
| ولودیمیر شچربیتسکی | Влади́мир Щерби́цкий | جدید            | کاندید          | ۱۹۱۸ | ۱۹۹۰ | ۱۹۴۱ | اوکراینی | [ ۵۴ ] [ ۵۵ ] |
| پترو شلست          | Петро Шелест       | میان‌دوره        | ارتقاء          | ۱۹۰۸ | ۱۹۹۶ | ۱۹۲۸ | اوکراینی | [ ۵۶ ] [ ۵۷ ] |
| دمیتری اوستینوف    | Дми́трий Усти́нов    | میان‌دوره        | کاندید          | ۱۹۰۸ | ۱۹۸۴ | ۱۹۲۷ | روسی     | [ ۵۸ ] [ ۵۹ ] |
| لئونید یفرموف      | Леонид Ефремов     | میان‌دوره        | بدون‌رأی         | ۱۹۱۲ | ۲۰۰۷ | ۱۹۴۱ | روسی     | [ ۶۰ ] [ ۶۱ ] |